# 学校の怪談一覧
学校の怪談一覧（がっこうのかいだんいちらん）は学校の怪談の一覧である。

## 主な怪談・噂話

### 墓地の上の学校
校庭に墓地が出現する。
墓地を埋め立てて造られた学校では、夜中に校庭に人魂が浮かぶなどの怪現象が起こる。
校庭を掘ったら墓石や卒塔婆が出て来たという噂もある。

### 旧校舎の怪
忽然と現れる旧校舎
夜中にどこからともなく現れる旧校舎で幽霊や妖怪が授業を受けている。引き込まれると戻れない。
誰も居ない廊下を歩いていると後ろで足音がするので振り返ると足だけが廊下を歩いている。
生首がフラフラと夜中の廊下を飛び回る。
テケテケが襲ってくる。

### 恐怖の階段
異世界に続く階段
夜中に忘れ物を取りに教室へ行き、さて帰ろうと階段を降りるが、いくら降りても1階に着かず、そのまま行方不明になってしまう。
3階建ての校舎のはずが、なぜか4階に続く階段がある。4階に行ってしまうと戻れなくなる。
夜中に段数が変わる階段
12段の階段が夜中になると13段になる。13段目の天井からは首吊り用のロープが下がっているというものや、13段目を踏むと冥界へ連れ去られるというパターンもある。

### トイレの怪異
いずれも、リンク先を参照。
- 紙をくれ
- トイレの花子さん
- 赤いマント・青いマント
- 赤い紙、青い紙
- ヨジババ

青坊主
和式トイレから首だけ出して睨むという妖怪で、斬首された者とも。

### 異境の体育館
バスケットゴールの下で転ぶと消えてしまう
真夜中に5対5で練習試合を行うと、いつの間にか1人消えているという。
死んだ生徒がボールや生首をついている、と続くことも。
死んだ教師または生徒がボールや縄跳び、ピンポン球などを落としてくる。

### 理科室の怪談
夜中に動く標本・剥製
夜中に標本（特に骸骨などの骨格標本）、人体模型、剥製が動き出して校舎を徘徊する。ホルマリン漬けの動物が瓶から出て動き回る。

### 音楽室の恐怖

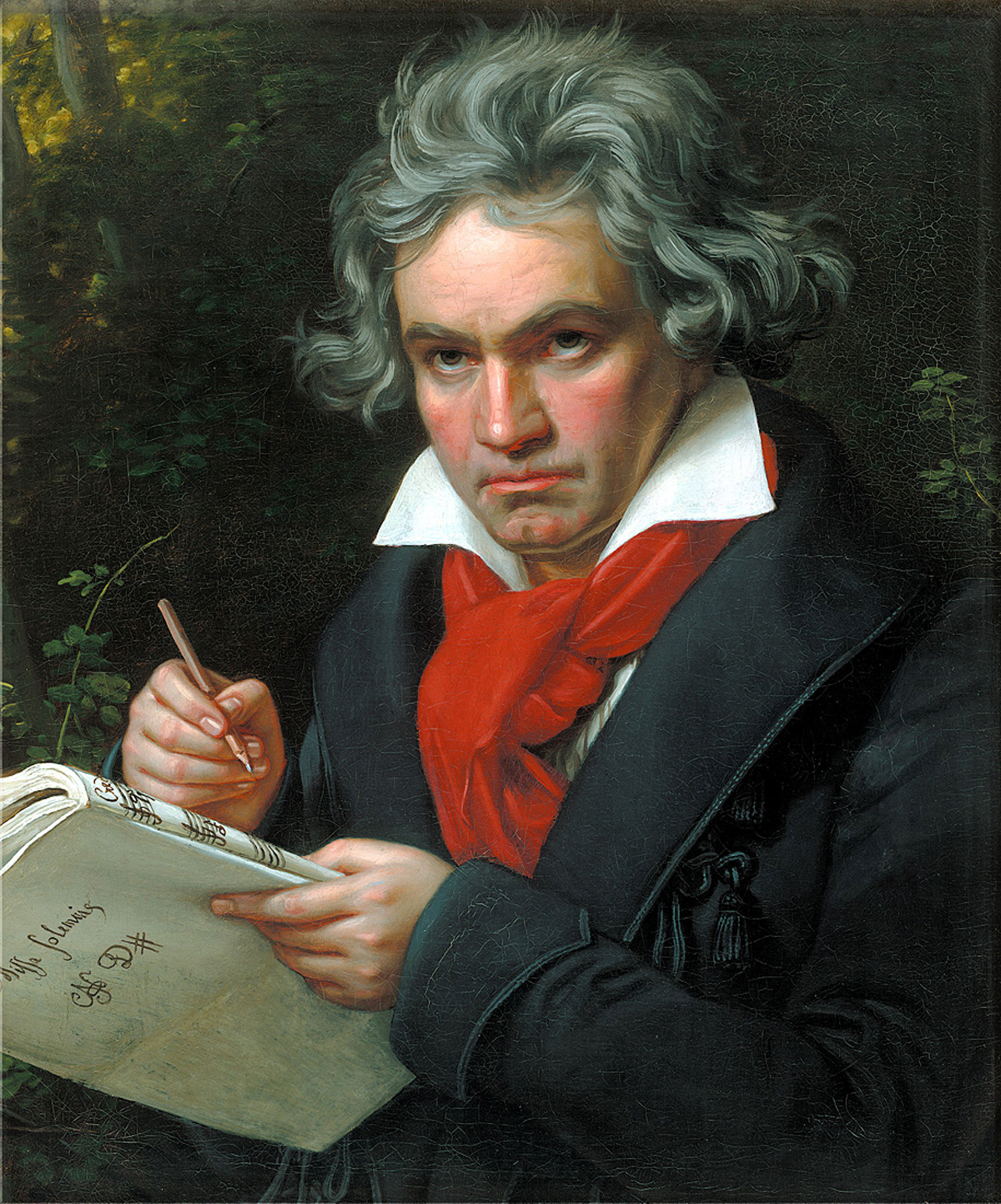
ベートーヴェンの肖像画

ピアノの霊
ひとりでに鳴り出す古いピアノや、誰もいない音楽室からピアノの音が聴こえるというもの。天井から滴る血が鍵盤を叩いていたというものも。
死を呼ぶ演奏
音楽室から「月光」や「エリーゼのために」などの曲が聞こえ、それを4回聞いた人は死ぬというもの。
作曲家の肖像

夜中になるとベートーヴェンやバッハ等の肖像画の目が動く、光る、憤怒の形相になる、など。

### 美術室の怪異
動くデッサン人形
デッサン人形が踊りだす。ペアで踊ることも。
『モナ・リザ』の怪
『モナ・リザ』の目が動く、眉毛ができる。
描き足される絵
死んだ生徒が残した絵が、日に日に加筆されていく。死んだ生徒が毎晩絵に加筆している。

### その他の施設の怪談
何者かに足を引っ張られるプール
引き上げられた生徒の足には、手の形をしたアザが残っている、という派生型も。
無人の放送室
放送室が無人にもかかわらず、突然、校内放送がある。
家庭科室の包丁
放課後に無人の家庭科室で包丁が飛び回る。

### 魔の鏡
合わせ鏡の呪い
午前0時丁度に合わせ鏡の中に顔を入れて4枚目の鏡に映った顔が目をつぶっていると、その人は、4日後に死ぬというもの。
4時44分に大鏡の前に立つと鏡の中に引き込まれる
合わせ鏡の都市伝説と似た怪談で、鏡の前には消えた生徒の上履きが残されている、と続く場合も。大鏡ではなく絵画のバージョンもある
また、アナログ時計の7時16分が鏡に写ると4時44分に見えることから、「4時44分ではないから大丈夫」と油断して7時16分に鏡の前に立っていた生徒が引き込まれた、というオチになっている場合もある
自分の死に顔が映る鏡

### 戦争の霊
太平洋戦争中、学校が兵士の駐屯地となっていた例や、空襲時の避難場所となっていたことから、戦時中に死んだ人々が霊となって現れるといった怪談は多い。
空襲の犠牲者の霊
空襲のあった日、トイレから「あついよー」という悲鳴が聞こえてくる。
空襲があった日の夜に、防空頭巾を被った子供の霊が出る。
体育館の電話
体育館にある電話線のつながっていない電話に空襲があった年月日を押すと空襲の音が聞こえる。
真夜中の日本兵
兵士の亡霊が現れる。終戦の日の真夜中に、兵隊の霊達が隊列を組んで行進している。
徘徊する人形
戦前にアメリカから寄贈され、戦時中密かに隠されて忘れ去られた青い目の人形が、夜中の校舎を泣きながら徘徊する。

### 生徒や教師の霊
体育館の幻覚
体育館で振り向くと誰かがいる。幻覚が見えた人は1年以内に不幸な目に遭う。幻覚で見えたものにより内容は異なるが、子供の場合3日以内に軽い怪我をし、大人の場合1年以内に大怪我をするであろう。

### 夜の校庭
落武者の亡霊
校庭に戦国時代の落武者の亡霊が現れる。時折、合戦をする事もあるという。
生首リフティング
子供の霊が自分の首をボールのように使ってリフティングをしている。
夜動く二宮金次郎像
二宮金次郎像の背負っている薪の数が減る、持っている本のページがめくれる、図書室に行く、校庭を走り回っている、トイレに行くが薪で個室のドアが閉まらないなど。
風も無いのに揺れるブランコ
霊感のある人はブランコをこぐ幽霊を見る事もある。

### 通学路の恐怖
- 三時ババア、四時ババア
- 紫ババア 、貞子
- 足売りばあさん
- カシマさん（カシマレイコ）
- ひきこさん
- 人面犬
- 口裂け女